# Dioscorea preussii
Dioscorea preussii là một loài thực vật có hoa trong họ Dioscoreaceae. Loài này được Pax mô tả khoa học đầu tiên năm 1892.